# Mini Mansions
Mini Mansions est un groupe d'indie pop et de rock basé à Los Angeles, fondé par Zach Dawes (basse, batterie, guitare), Tyler Parkford (chant, piano, synthé, guitare) et par le bassiste  Michael Shuman (chant, percussions, basse, guitare) des Queens of the Stone Age. 
Le groupe a sorti un premier album éponyme Mini Mansions en 2010, suivi de The Great Pretenders paru le 23 mars 2015. Leur troisième album Guy Walks Into A Bar... est prévu pour le 26 juillet 2019.
Le groupe a fait la première partie de Muse au Stade de France, au stade Matmut Atlantique de Bordeaux et au stade Orange Vélodrome en 2019.

## Biographie
Michael Shuman et Zach Dawes se connaissent depuis l'âge de 11 ans. Tyler Parkford et Zach Dawes ont été colocataires et ont tous les deux étudié le cinéma à l'Université de Californie à Santa Cruz.
Tyler Parkford rencontre pour la première fois Michael Shuman lors d'un concert du groupe Wires on Fire où ce dernier officiait comme bassiste. C'est lors d'une fête d'anniversaire que les deux membres se retrouvent et envisagent de former un groupe ensemble. Mini Mansions se forme en janvier 2009 à la suite du hiatus du groupe Queens of the Stone Age dont fait partie Michael Shuman.
Le groupe enregistre leur premier album Mini Mansions est produit avec le label Rekords Rekords dans le studio de Josh Homme (Queens of the Stone Age).
Leur deuxième album The Great Pretenders (mars 2015) est produit par T-Bone Burnett sur son label Electromagnetic Recordings. 
Mini Mansions a également invité Alex Turner (Arctic Monkeys) à chanter sur le titre Vertigo et Brian Wilson (The Beach Boys) sur le single Any Emotions.
Leur troisième album Guy Walks Into A Bar... est sorti le 26 juillet 2019, précédé notamment par le single "Gummy Bear". Il a été plutôt bien reçu par la critique.

## Influences
Le style musical des Mini Mansions s'inspire d'Elliott Smith, de Nick Cave, de R. Stevie Moore, des Beach Boys ou encore de Sparks. 
Le groupe a déjà été comparé aux Beatles, à Elliott Smith ou encore à Fountains of Wayne.

## Membres
- Michael Shuman: Chant, batterie, basse
- Zach Dawes: Basse, batterie
- Tyler Parkford: Chant, claviers
- Jon Theodore: Drums

## Discographie
EP
- Mini Mansions (2009)
- ...Besides... (2010)

Albums studio
- Mini Mansions (2010)
- The Great Pretenders (2015)
- Guy Walks Into A Bar… (2019)

Singles
- Kiddie Hypnogogia (2010)
- Wünderbars (2010)
- Monk (2010)
  - B-side : Heart of Glass, reprise de Blondie
- Death is a Girl (2014) / B-side "Sherlock Holmes" reprise de Sparks
- Any Emotions (2015) / B-side "Geronimo"
- Freakout! (2015) / B-side "Ordinary Man"
- Vertigo (2015) / B-side "Cheap Leather"
- "GummyBear" (2019)
- "Hey Lover" (2019)
- "Bad Things (That Make You Feel Good)" (2019)
- "I'm in Love" (2019)